# 顶山街道
顶山街道是中国江苏省南京市浦口区下辖的一个街道办事处。该街道位于长江北岸，辖区面积62.8平方公里，2020年人口近22万。下辖10个社区。
该街道在1980年代为浦口区下辖的南门镇和顶山乡。1989年顶山撤乡建镇。1995年，南门镇撤销并入顶山镇。2002年，顶山撤镇改设街道。
1908年（清光绪34年），随着津浦铁路的修建，南京浦镇机厂（今浦镇车辆厂）在此建立。1980年代，珍珠泉旅游度假区开发。
原先的中国人民银行浦口支行和国家外汇管理局浦口支局即位于顶山街道，在2002年后迁至珠江镇（现为江浦街道）。

## 行政区划
顶山街道下辖以下地区：
吉庆社区、石佛社区、临江社区、大新社区、临泉社区、南苑社区、珍珠路社区、龙虎巷社区、金汤街社区、七里桥社区和研创园服务办。